# برندان شاوب
برندان شاوب (انگلیسی: Brendan Schaub؛ زادهٔ ۱۸ مارس ۱۹۸۳) بازیکن لاکراس، بازیکن فوتبال آمریکایی و ورزشکار هنرهای رزمی ترکیبی اهل ایالات متحده آمریکا است.